# Robert Bauer (Geistlicher)
Robert Bauer (* 11. September 1904 in Landau an der Isar; † 15. Juli 2001 in Altötting) war ein deutscher Priester und Schriftsteller. Er war  Bischöflicher Administrator der Heiligen Kapelle und Ehrenbürger von Altötting. 

## Leben
Robert Bauer wurde am 11. September 1904 als siebtes von acht Kindern in Landau an der Isar geboren. Seine Familie übersiedelte 1910 nach Altötting und machte sich dort mit einem Krämerladen selbstständig. Er besuchte erst die Volksschule, später dann die Gymnasien in Burghausen und Passau, wo er 1925 auch sein Abitur absolvierte. Anschließend studierte der hochbegabte Schüler ein Semester an der philosophisch-theologischen Hochschule in Passau. Ab Herbst 1925 führte er am Collegium Germanicum in Rom sein Studium fort und schloss es mit einem zweifachen Doktortitel in Philosophie und Theologie ab.
In Rom wurde er 1931 auch zum Priester geweiht und trat danach den Dienst als Kooperator in Bad Höhenstadt und Obernzell an. Am 1. Januar 1933 wurde er von der Passauer Hochschule zum Subregens am Passauer Priesterseminar ernannt. In der schwierigen Zeit für die Kirche um 1936 nahm er zu seinen Aufgaben des Subregens das Amt des Domvikars an. 1945 wurde er als Dozent an die philosophisch-theologische Hochschule berufen. Dieses Amt erweiterte sich, als ihm ein Jahr später das Amt des Seminardirektors aufgetragen wurde. Dieses Amt übte er zehn Jahre lang aus. Seine Zeit an der Hochschule Passau endete vorerst, als er 1956 der Bischöfliche Administrator der Heiligen Kapelle wurde, denn ab 1964 wirkte er als Honorarprofessor wieder an der Hochschule. Zudem wurde er 1965 Bischöflich Geistlicher Rat, übernahm 1966 das Amt des Stiftsdekans am St.-Rupertus-Stift, wurde 1967 Päpstlicher Ehrenprälat und 1971 Ehrenbürger von Altötting. 1985 wurde er zum Apostolischen Protonotar ernannt und bekam das Bundesverdienstkreuz erster Klasse.
Am 31. Dezember 1991 trat er in den offiziellen Ruhestand, wirkte jedoch noch bis zu seinem Tod am 15. Juli 2001 im Alter von 96 Jahren in der Kirche und Gemeinde. Beerdigt wurde er am 19. Juli 2001 in der Kanoniker-Gruft in der Sebastiani-Kapelle in Altötting.

## Wirken
Bauer setzte sich für viele verschiedene Bereiche in Gemeinde, Wallfahrt und Kirche ein. Es folgt eine Aufzählung einiger seiner Tätigkeiten in Altötting.
- Einrichtung des Wallfahrts- und Heimatmuseums in Altötting
- Grundstücksbeschaffungen für Schulen, Hallenbad und Sportplatz
- Hüter des Altöttinger Marienheiligtums
- Geschichtsforscher für die Wallfahrt und die Stadt Altötting
- Restaurierung der Schatzkammer und Votivtafeln der Gnadenkapelle
- Ordnung des Kollektivs
- Restaurierung der Gnadenkapelle und Neubau des Glockentürmchens
- Förderung der Altöttinger Kirchenmusik
- Wissenschaftliche und Schriftstellerische Arbeiten

Höhepunkte seines kirchlichen Lebens waren:
- Besuch von Papst Johannes Paul II. am Bayrischen Marienheiligtum im November 1980
- 500. Jubiläumsjahr der Altöttinger Wallfahrt 1989

## Veröffentlichungen
- Bayerische Wallfahrt Altötting. 4. Auflage. Schnell und Steiner, Regensburg 1998.
- Altöttinger Marienlob. 2. Auflage. Coppenrath, Altötting 1960.
- Gotteserkenntnis und Gottesbeweise bei Kardinal Kajetan.  Pustet, Regensburg 1955.